# Sedlice (zámek)
Sedlice je tvrz přestavěná na zámek ve stejnojmenném městě jihovýchodně od Blatné v okrese Strakonice v Jihočeském kraji. Gotická tvrz byla založena ve druhé polovině patnáctého století, ale dochovaná podoba sídla je výsledkem zejména renesanční přestavby, kterou ve druhé polovině šestnáctého století realizovali Šternberkové. Zámek je chráněn jako kulturní památka.

## Historie
Sedlická tvrz byla založena nejspíše ve druhé polovině patnáctého století, ale Karel Tříska uvádí jako pravděpodobného zakladatele Mikuláše Malovce z Pacova, který vesnici vlastnil v období 1505–1533. V roce 1539 byla Sedlice povýšena na město, které i s tvrzí, dvorem, Rojicemi a částmi vesnic Rošic a Velké Turné prodal Jan Malovec Adamu Řepickému ze Sudoměře. Nový majitel musel pro velké dluhy sedlickou tvrz včetně města roku 1543 zastavit Jindřichu Škopkovi z Bílých Otradovic a o dva roky později Václavovi z Prošovic. Jako věno Václavovy dcery Kateřiny tak tvrz získal Zdeněk ze Šternberka a Šternberkové ji vlastnili až do počátku osmnáctého století.
Ve druhé polovině šestnáctého století Šternberkové nechali gotickou tvrz přestavět v renesančním slohu. Popis z roku 1577 uvádí příkop s kašnou, vodní příkop, šnekové schodiště a pokoje přístupné z pavlače. Přibližně o sto let později nechal Václav Vojtěch ze Šternberka, který panství převzal v roce 1676, tvrz přestavět na barokní zámek. K sedlickému panství tehdy patřilo čtrnáct vesnic. Roku 1708 zadlužený statek zdědila vdova Klára Bernardina z Malcánu a o šest let později jej koupil hrabě Adam Josef Lažanský. Kromě tvrze a města ke statku patřily vsi Rojice, Chrášťovice, Jinín, Nepřejov, Paračov, Holušice, Němčice, Velká Turná, Šamonice a část Leskovic.
Roku 1726 sedlické panství koupila hraběnka Antonie Černínová z Chudenic pro svého syna Františka Antonína Černína. Jeho majetek v roce 1739 zdědila dcera Marie Lidmila, od níž Sedlici vyženil kníže August Antonín z Lobkovic. Hořínská větev Lobkoviců sedlický záḿek vlastnila do roku 1945. Poté zámecký areál využívalo jednotné zemědělské družstvo.

## Stavební podoba
Zámecký areál leží na jižním okraji města. K památkově chráněným objektům patří kromě zámku také ohradní zeď s bránou, nádvoří a dvorek. Hlavní zámecká budova je obdélná a přiléhají k ní dvě malá boční křídla. Původní arkádová chodba je zaklenutá křížovou klenbou, ale arkády byly zazděny. Přízemní prostory mají valené klenby s výsečemi. V severozápadním rohu nádvoří byla v první čtvrtině dvacátého století postavena schodišťová věž. Příkopy byly zasypány v osmnáctém století, ale podle Karla Třísky jejich zbytky zanikly až při úpravách hospodářských budov ve dvacátém století.
Z renesanční fáze stavby se dochovaly fragmenty sgrafitové výzdoby a především hmotové a dispoziční řešení interiérů. Pozdější barokní a klasicistní přestavby se projevily jen v malé míře a utlumily renesanční charakter zámeckého nádvoří. Jedním z dochovaných barokních prvků je brána s erbem rodu Šternberků. Historický vzhled hlavní budovy znehodnotily novodobé nástavby.